# Zellské jezero
Zellské jezero (německy Zeller See; italsky Lago di Zell) je sladkovodní jezero v Rakouských Alpách. Nachází se v okrese Zell am See v rakouské spolkové zemi Salcbursko. Své jméno dostalo po městě Zell am See, které se rozkládá při malé říční deltě, jež zasahuje do jezera.

Jezero je 3,8 km dlouhé a 1,5 km široké, v nejhlubším místě dosahuje hloubky 68 m. Leží v nadmořské výšce 750 m.
Do jezera v létě přitéká řada horských potoků a říček, z nichž největší jsou Schmittenbach a Thumersbach, odvodňuje ho však pouze jediný kanál, který se asi po 2 kilometrech vlévá do řeky Salzach.
V zimě jezero zcela zamrzá a využívá se k zimním sportům, v létě slouží k rekreačním plavbám na člunech. Jelikož zde kromě přívozů, které jezdí mezi Zellem am See a Thumersbachem, není povolena plavba se spalovacími motory, půjčují se zde místo toho takzvané „elektročluny“. Voda v jezeře je velmi čistá a hodí se k plavání a k potápění. Je však poněkud chladnější. Jižní konec Zellského jezera poblíž Schüttdorfu je mělčí a zarostlý vegetací, převážně vodním morem, nehodí se proto k plavání a jízdám na člunech

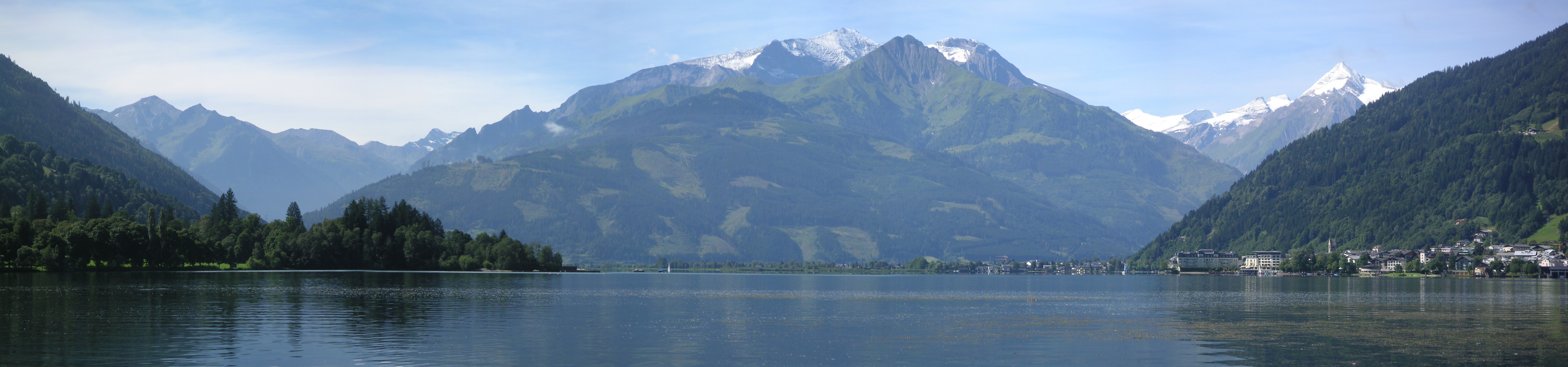
Panoramatický snímek Zellského jezera. Vpravo je vidět Zell Am See.